# 長征4号
長征4号（中: 长征四号、英: Long March 4, Chang Zheng 4、略: CZ-4, LM-4）は、中華人民共和国の衛星打ち上げロケット。3タイプが存在し、低軌道(LEO)や太陽同期軌道(SSO)に人工衛星を投入する目的で設計された。2023年現在、3タイプ累計で101機が打ち上げられている。

## 形式

### 長征4号A
長征4号A (长征四号甲, CZ-4A）は上海航天技術研究院によって、開発・製造された3段式ロケット。1段目は基本的に長征3号と同じものであり、2段目は長征3号と全く同じである。しかしながら、3段目は新たに開発された。太原衛星発射センターの第1発射場から1988年9月6日に気象衛星、FY-1Aを、1990年9月3日にFY-1Bを打ち上げた。両方とも成功したが、4号Aが使用されたのはこの2回のみである。4号Aはすでに退役済みで、その後は改良型である長征4号Bがその役目を果たしている。
- 全長 = 41.5 m[3]
- 直径 = 3.35 m[3]
- 総質量 = 249 t[3]
- 段数 = 3
- 打ち上げ数 = 2
- 成功数 = 2
- 使用期間 = 1988年9月6日 - 1990年9月3日
- ペイロード
  - LEO = 4,000 kg[4]
  - SSO = 1,500 kg[4]

### 長征4号B
長征4号B（长征四号乙火箭）は Chang Zheng 4B (CZ-4B)や Long March 4B (LM-4B) としても知られる、長征4Aを改良した3段式液体ロケットで、用途も同じく主に低軌道や太陽同期軌道への衛星投入である。最初の打ち上げは1999年5月10日でFY-1C気象衛星を打ち上げた。2023年8月時点までで計48機が打ち上げられている。長征4Aよりやや大きく、全長45.58メートル、直径3.35メートル、打ち上げ能力も長征4Aよりやや高く、低軌道に対しては4,200 kg、太陽同期軌道に対しては2,800 kgである。常温で貯蔵が可能であるが有毒なUDMHとN2O4を推進剤に使用している。また、フェアリングを大型化すると共に、誘導制御システムを電子式に更新。通信・制御・追尾系の改良、司令破壊系の小型軽量化、2段エンジンのノズルを高空性能が良いものに更新、2段の推進薬管理システムを改良して予備の推進薬量を減らすことで打上げ能力を向上させた。
2013年12月9日に打ち上げられたCBERS-3の打ち上げでは、3段エンジンの燃焼が予定よりも11秒早く終了したため、衛星軌道に投入できず打ち上げは失敗した。これは長征4号ロケットとしての初の打ち上げ失敗となった。

### 長征4号C
長征4号C（长征四号丙火箭）はChang Zheng 4C, CZ-4CやLM-4Cとしても知られている。
長征4Bの3段で使われているYF-40エンジンの代わりに再着火能力を持つYF-40Aエンジンを装備したタイプで、2006年4月26日に初打ち上げが行われ、2023年8月時点までで計51機が打ち上げられている。

### 比較
| 4A | 4B | 4C |
| -- | -- | -- |
|    |    |    |

## 打ち上げ実績
| 機体 番号 | 打上げ日時 (UTC)       | 形式 | 射場                            | 搭載物                       | 結果 | 備考                                                                               |
| --------- | ---------------------- | ---- | ------------------------------- | ---------------------------- | ---- | ---------------------------------------------------------------------------------- |
| 1号機     | 1988年9月6日20時30分   | 4A   | 太原衛星発射センター1号発射施設 | 風雲 FY-1A                   | 成功 |                                                                                    |
| 2号機     | 1990年9月3日0時53分    | 4A   | 太原衛星発射センター1号発射施設 | 風雲 FY-1B                   | 成功 |                                                                                    |
| 3号機     | 1999年5月10日1時33分   | 4B   | 太原衛星発射センター            | 風雲 FY-1C                   | 成功 |                                                                                    |
| 4号機     | 1999年10月14日3時15分  | 4B   | 太原衛星発射センター            | CBERS-1                      | 成功 |                                                                                    |
| 5号機     | 2000年9月1日3時25分    | 4B   | 太原衛星発射センター            | 資源2号01星                  | 成功 |                                                                                    |
| 6号機     | 2002年5月15日1時50分   | 4B   | 太原衛星発射センター            | 海洋1号A 風雲 FY-1D          | 成功 |                                                                                    |
| 7号機     | 2003年10月21日3時16分  | 4B   | 太原衛星発射センター            | 革新一号 CBERS-2             | 成功 |                                                                                    |
| 8号機     | 2004年9月8日23時14分   | 4B   | 太原衛星発射センター            | 実践六号01組A 実践六号01組B  | 成功 |                                                                                    |
| 9号機     | 2004年11月6日3時10分   | 4B   | 太原衛星発射センター            | 資源2号03星                  | 成功 |                                                                                    |
| 10号機    | 2006年4月26日22時48分  | 4C   | 太原衛星発射センター            | 遥感衛星一号                 | 成功 |                                                                                    |
| 11号機    | 2006年10月23日23時34分 | 4B   | 太原衛星発射センター            | 実践六号02組A 実践六号02組B  | 成功 |                                                                                    |
| 12号機    | 2007年9月19日11時26分  | 4B   | 太原衛星発射センター            | 資源1号                      | 成功 |                                                                                    |
| 13号機    | 2007年11月11日22時48分 | 4C   | 太原衛星発射センター            | 遥感衛星三号                 | 成功 |                                                                                    |
| 14号機    | 2008年5月27日3時2分    | 4C   | 太原衛星発射センター            | 風雲 FY-3A                   | 成功 |                                                                                    |
| 15号機    | 2008年10月25日1時15分  | 4B   | 太原衛星発射センター            | 実践六号03組A 実践六号03組B  | 成功 |                                                                                    |
| 16号機    | 2008年12月15日3時22分  | 4B   | 太原衛星発射センター            | 遥感衛星五号                 | 成功 |                                                                                    |
| 17号機    | 2009年12月15日2時31分  | 4C   | 太原衛星発射センター            | 遥感衛星八号 希望一号        | 成功 |                                                                                    |
| 18号機    | 2010年3月5日4時55分    | 4C   | 酒泉衛星発射センター            | 遥感衛星九号                 | 成功 |                                                                                    |
| 19号機    | 2010年8月9日22時49分   | 4B   | 太原衛星発射センター            | 遥感衛星十号                 | 成功 |                                                                                    |
| 20号機    | 2010年10月6日0時49分   | 4B   | 太原衛星発射センター            | 実践六号04組A 実践六号04組B  | 成功 |                                                                                    |
| 21号機    | 2010年11月4日18時37分  | 4C   | 太原衛星発射センター            | 風雲 FY-3B                   | 成功 |                                                                                    |
| 22号機    | 2011年8月15日22時57分  | 4B   | 太原衛星発射センター            | 海洋二号                     | 成功 |                                                                                    |
| 23号機    | 2011年11月29日18時50分 | 4C   | 太原衛星発射センター            | 遥感衛星一三号               | 成功 |                                                                                    |
| 24号機    | 2011年12月22日3時26分  | 4B   | 太原衛星発射センター            | 資源1号02C                   | 成功 |                                                                                    |
| 25号機    | 2012年1月9日3時17分    | 4B   | 太原衛星発射センター            | 資源三号                     | 成功 |                                                                                    |
| 26号機    | 2012年5月10日7時56分   | 4B   | 太原衛星発射センター            | 遥感衛星一五号 天拓一号      | 成功 |                                                                                    |
| 27号機    | 2012年5月29日7時31分   | 4C   | 太原衛星発射センター            | 遥感衛星一五号               | 成功 |                                                                                    |
| 28号機    | 2012年11月25日4時6分   | 4C   | 酒泉衛星発射センター            | 遥感衛星一六号               | 成功 |                                                                                    |
| 29号機    | 2013年7月19日23時37分  | 4C   | 太原衛星発射センター            | 創新三号 試験七号 実践十五号 | 成功 |                                                                                    |
| 30号機    | 2013年9月1日19時16分   | 4C   | 酒泉衛星発射センター            | 遥感衛星一七号               | 成功 |                                                                                    |
| 31号機    | 2013年9月23日3時7分    | 4C   | 太原衛星発射センター            | 風雲 FY-3C                   | 成功 |                                                                                    |
| 32号機    | 2013年10月25日3時50分  | 4B   | 酒泉衛星発射センター            | 実践十六号                   | 成功 | 長征4号Bの酒泉衛星発射センターにおける初めての打ち上げ                             |
| 33号機    | 2013年10月29日2時50分  | 4C   | 太原衛星発射センター            | 遥感衛星一八号               | 成功 |                                                                                    |
| 34号機    | 2013年11月20日3時31分  | 4C   | 太原衛星発射センター9号発射施設 | 遥感衛星一九号               | 成功 |                                                                                    |
| 35号機    | 2013年12月9日03時26分  | 4B   | 太原衛星発射センター9号発射施設 | CBERS-3                      | 失敗 | 第三段が予定より11秒早く燃焼を停止したため速度が足りず、機体と衛星は南極付近に落下 |
| 36号機    | 2014年8月9日05時45分   | 4C   | 酒泉衛星発射センター            | 遥感衛星二十号               | 成功 |                                                                                    |
| 37号機    | 2014年8月18日3時15分   | 4B   | 太原衛星発射センター            | 高分二号 ブライトPL-2        | 成功 |                                                                                    |
| 38号機    | 2014年9月8日03時22分   | 4B   | 太原衛星発射センター9号発射施設 | 遥感衛星二十一号 天拓二号    | 成功 |                                                                                    |
| 39号機    | 2014年10月20日07時31分 | 4C   | 太原衛星発射センター9号発射施設 | 遥感衛星二十二号             | 成功 |                                                                                    |
| 40号機    | 2014年12月07日03時26分 | 4B   | 太原衛星発射センター9号発射施設 | CBERS-4                      | 成功 | CBERS-4は2013年に打ち上げ失敗したCBERS-3の同型機                                   |
| 41号機    | 2014年12月10日19時33分 | 4C   | 酒泉衛星発射センター第2発射台   | 遥感衛星二十五号             | 成功 |                                                                                    |